# 4342 Фројд
4342 Фројд (4342 Freud) је астероид главног астероидног појаса. Приближан пречник астероида је 16,66 ,
а средња удаљеност астероида од Сунца износи 2,764 астрономских јединица (АЈ).
Инклинација (нагиб) орбите у односу на раван еклиптике је 6,082 степени, а орбитални период износи 1679,302 дана (4,597 године). Ексцентрицитет орбите астероида износи 0,090.
Апсолутна магнитуда астероида износи 12,10 а геометријски албедо 0,092.
Астероид је откривен 21. августа 1987. године.